# 西關口音
西關口音，又稱西關話，是粵語廣州話或稱廣府話的一種子方言（或稱口音），指以往居住在廣州市西關地區一帶的居民（舊街坊）所操粵語之地方口音。粵語以廣州話爲標準，而廣州話以城內口音爲標準。粵劇（廣東大戲）以西關口音演出。

## 使用人群
西關口音使用人群主要是以往居住在廣州西關地區一帶的舊街坊。現在住在西關的人已基本上失去此口音，實為西關口音的懶音。

## 與廣州地區其他粵語（城內音）的區別

### 某些字彙發音不同
| 西關口音                       | 城內音       |
| han3（瞓）覺（較接近古音“睏”） | fan3（瞓）覺 |
| ji1（依）家                    | ji4（而）家  |
| ji1（依）個                    | ni1（呢）個  |

### n、l區分不清
由於距離南海較近，西關口音與南海口音一樣都有n、l不分的現象。然而，相對於南海口音，西關口音n、l的合併現象較爲輕微。

### ng聲母
西關口音把所有零聲母念成ng聲母，例如“屋（uk7）”念成“nguk7”，“壓（aat8）”念成“ngaat8”，”愛(oi3)”念成”ngoi3”°

### i與ei/ai
西關口音把一些字的ei和ai韻發成i韻，此種現象也出現在南海口音裡，如：
| 字   | 西關口音 | 城內音                                                          |
| 使   | si2      | sai2                                                            |
| 死   | si2      | sei2                                                            |
| 四   | si3      | sei3                                                            |
| 嘶   | si1      | sai1（推廣普通話運動後越來越少人讀sai1，受普通話影響改而念si1） |
| 埋頭 | mai4     | maai4                                                           |
| 砒霜 | pai1     | pei1                                                            |

### 舌尖齒音
此外，西關口音加強舌尖齒音。也就是說，在發“知”、“雌”、“斯”時，城內人念作[tɕi]、[tɕʰi]、[ɕi]：口部較爲放鬆，接近國際音標的[tɕ]、[tɕʰ]、[ɕ]；而西關人則念作類似[tsi]、[tsʰi]、[si]的音：舌尖頂住上牙齦，堵塞一部分氣流，嘴部較爲緊張，發出像國語zh、ch、sh的音（但又並非翹舌，口腔遠不及其緊張）；準確來講，舌尖齒音比較接近城內音中“左”、“初”、“所”的聲母[ts]、[tsʰ]、[s]。可以說，西關音把[tɕ]、[tɕʰ]、[ɕ]以及[ts]、[tsʰ]、[s]都發作類似[ts]、[tsʰ]、[s]的音。有一句代表“撚”西關音的話：亞“四”，擰幾毫“紙”，去買啲水“柿”。特點上，廣西邕尋粵語的為代表的南寧白話與廣州西關口音幾乎相同的。很多學者認為，可能是由於清朝時期大面積的廣東人口向廣西轉移，並且落戶在南寧，使得南寧白話在發音上至今保留有與西關口音的較高發音相似度。除此之外南寧白話至今無任何懶音出現，可能是歸功於南寧長期發展緩慢，外來人口較少，以及外來人口主要集中在新城區，使得老南寧白話的發音得到保存。
很多學者現在已經開始從南寧白話上來尋找老西關口音痕跡。這裡指的老南寧白話與現在南寧的新南寧白話有所不同，2005年以後，由於東盟博覽會，東盟自由貿易區的建設，大量廣東人開始湧入南寧。與在新城區的南寧白話使用者混居，由於經濟上的優越感，使得南寧白話使用者的發音受到廣東外來人口的影響較大，特點是許多帶有舌尖齒音的南寧白話發音消失，開始在語調和發音上往廣州話轉變。但是未出現懶音現象。本地人稱之為“南寧話”主要在新城區盛行。中山大學的學者表示，南寧新城區的南寧白話可能演變出一種介於老南寧白話用詞以及廣州話發音語調之間的一種新的粵語不帶有懶音的方言。

## 地位

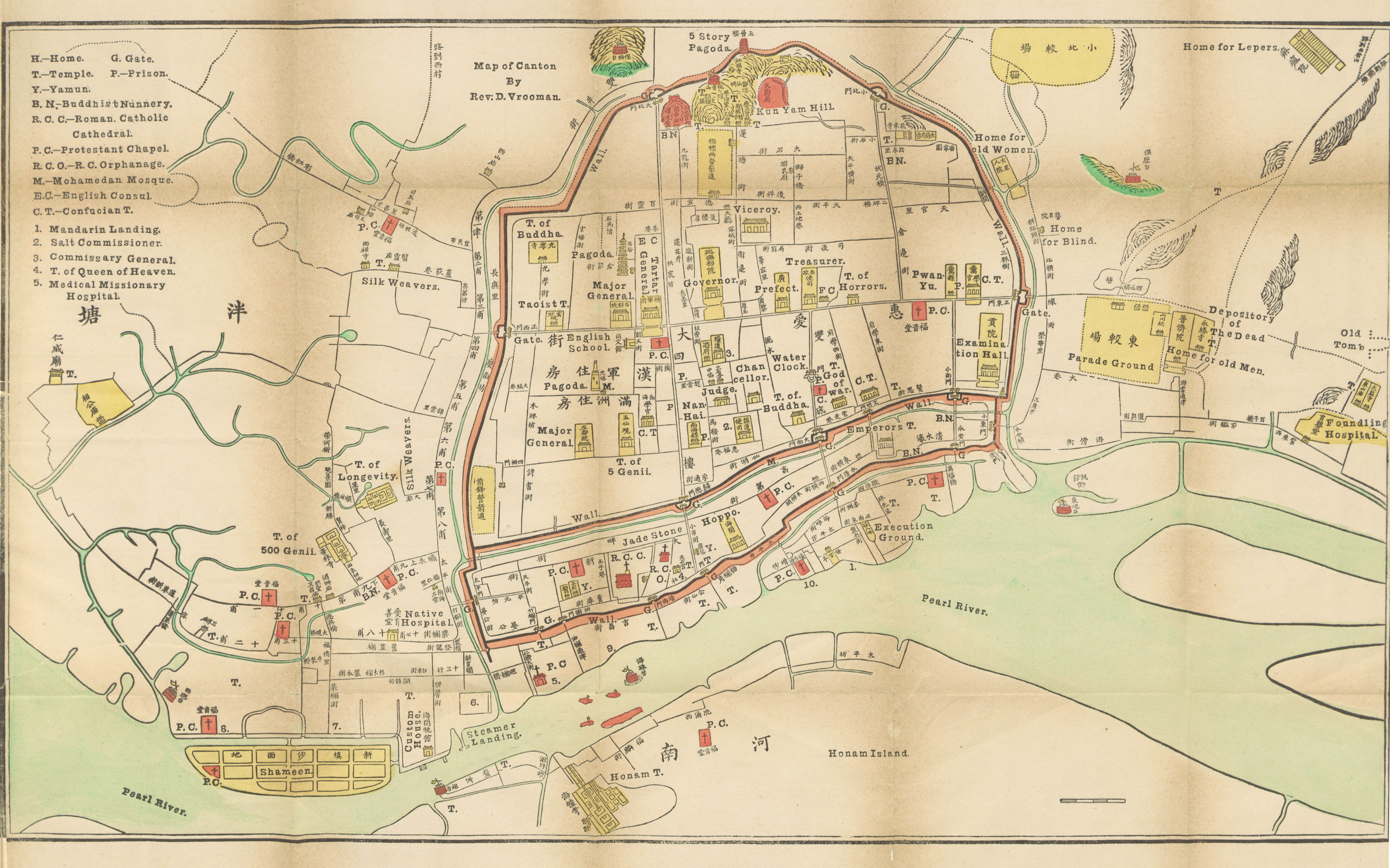
1890年廣東省城地圖，由紅色城牆包圍的為廣州城內，城牆以西為西關一帶，即地圖的左邊區域，北至長庚里（後成為長庚路，現人民北路與東風西路交界）、南至太平路（打銅街）珠江海皮。

### 與城內音的關係
西關在廣州西門口以西，舊稱西郊，古屬南海縣，不屬番禺縣，準確來講並不算作省城的一部分，因此西關口音應算作城郊鄉音，自然與城內音有所分別，不能算作正統的省城話。但是因爲西關緊貼省城，因此口音實際上分別不大。

### 推普前
雖處城外，西關卻成爲達官貴人的青睞之地。很多富人喜歡把別墅建在西關（成爲今天僅存的西關大屋）。正是因爲如此，西關口音成了富人的標誌，帶西關口音之人非富則貴，倍受時人尊崇，曾一度被公認為廣州話的貴族口音。
在中國大陸推行「推廣普通話運動」之前，媒體均以西關音作爲標準音，多雇用來自西關一帶的播音員；粵劇的唱腔咬字也以西關口音為准。大多數語言學家認爲廣州話（省城話）是粵語主要的一種口語形式，以廣州西關一帶居民的口音為正宗。廣州粵語學者以西關口音為正宗廣州音，廣州話（廣州市地區之粵語）普遍認定為語言學上粵語的代表音。

## 爭議
由於古時西關並不算作省城的一部分，有部分人認爲廣州話不應以西關口音爲標準，而應該是以城內音爲標準。有人甚至認爲西關口音是粵語懶音的源頭。對廣州話以何爲標準暫無定論，但由於西關口音廣泛傳播，且西關後來成爲廣州城的一部分，經濟較爲發達，大多數語言學家均認爲廣州話應以西關口音爲標準。

## 現狀
雖然西關口音被視為標準廣州話口音，但現在依《廣州音字典》所收字音來看，並沒有專門視西關口音為主收對象，而是以當前珠三角廣府人通用口音為標準。
由於中國大陸採取推廣普通話的政策，而且改革開放後不少外省人南遷至廣東，加之在香港粵語流行曲、電視及電影的影響下，香港口音（港式粵語）事實上已經取代廣州成為粵語文化的中心。很多西關人甚至連廣州話都講得不好。另外，廣州當局沒有文化保育的清拆發展計劃，致使西關不少地區改建高樓大廈，居民被當局安置到其他地區（如白雲區， 天河區，甚至花都區等地）， 又不能回遷，使舊城區逐漸空心化。
西關口音漸漸消退、失散，這種以村、鄉為基礎的小範圍方言是粵語分支的一個特色，城市化把一些曾經廣泛存在過的方言消退掉。現在只能從西關老人家和一些致力於文化保育的人士口中聽到西關口音。
現今，廣州以致廣東媒體對粵語的發音問題已不再重視，只有少部分播音員仍然能說一口標準的廣州話（西關口音），例如廣州電視台《羊城度度有段古》嘉賓主持、廣州説書藝人顏志圖仍帶有濃厚的西關口音。
西關、東山、海珠口音到今日已幾乎混為一體，西關口音正逐漸消失。